# نصب باكستان التذكاري
نصب باكستان التذكاري أو معلم باكستان (بالأردية: یادبود پاكستان)‏ هو نصب تذكاري وطني ومتحف تراث يقع على تلال شكر باريان الغربية في إسلام أباد، باكستان. تم بناء النصب ليكون رمزاً لوحدة الشعب الباكستاني. ويجعله ارتفاعه يبدو مرئياً من جميع أنحاء منطقة إسلام أباد-راولبندي الميتروبوليتية، وهو مقصد سياحي شهير.